# Inverlochy
Inverlochy est un village du Great Glen dans le council area d'Highland en Écosse.